# Tammiku (Väike-Maarja)
Tammiku (německy Tammik) je vesnice v estonském kraji Lääne-Virumaa, samosprávně patřící do obce Väike-Maarja.